# Hildur Carlberg
Hildur Carlberg, född Hilda Christina Charlotta Geissner 20 december 1843 i Jakob och Johannes församling, Stockholm, död 27 augusti 1920 i Sankt Matteus församling, Stockholm, var en svensk skådespelare.

## Filmografi
- 1917 – Terje Vigen
- 1917 – Alexander den Store
- 1917 – Tösen från Stormyrtorpet
- 1918 – Berg-Ejvind och hans hustru
- 1919 – Ingmarssönerna
- 1920 – Prästänkan
- 1920 – Fiskebyn

## Teater

### Roller (ej komplett)
| År   | Roll    | Produktion                         | Regi            | Teater               |
| ---- | ------- | ---------------------------------- | --------------- | -------------------- |
| 1877 | Hjördis | Kämparne på Helgeland Henrik Ibsen | August Lindberg | Elfforska sällskapet |

### Fotnoter
1. ↑  Sveriges dödbok 1901–2009, DVD‐ROM, Version 5.00, Sveriges Släktforskarförbund (2010): Carlberg f. Geissner, Hildur Kristina Charlotta
2. ↑  ”Hildur Carlberg”. Svensk Filmdatabas. http://www.sfi.se/sv/svensk-filmdatabas/Item/?type=PERSON&itemid=57952&ref=%2ftemplates%2fSwedishFilmSearchResult.aspx%3fid%3d1225%26epslanguage%3dsv%26searchword%3dHildur+Carlberg%26type%3dPerson%26match%3dBegin%26page%3d1%26prom%3dFalse. Läst 19 februari 2013.
3. ↑  Hagman, Justus (1922). På scenen och bakom: minnen och händelser från en fyrtiofemårig teaterbana. Stockholm: Seelig. sid. 27. Libris 264605